# Clerodendrum trichotomum

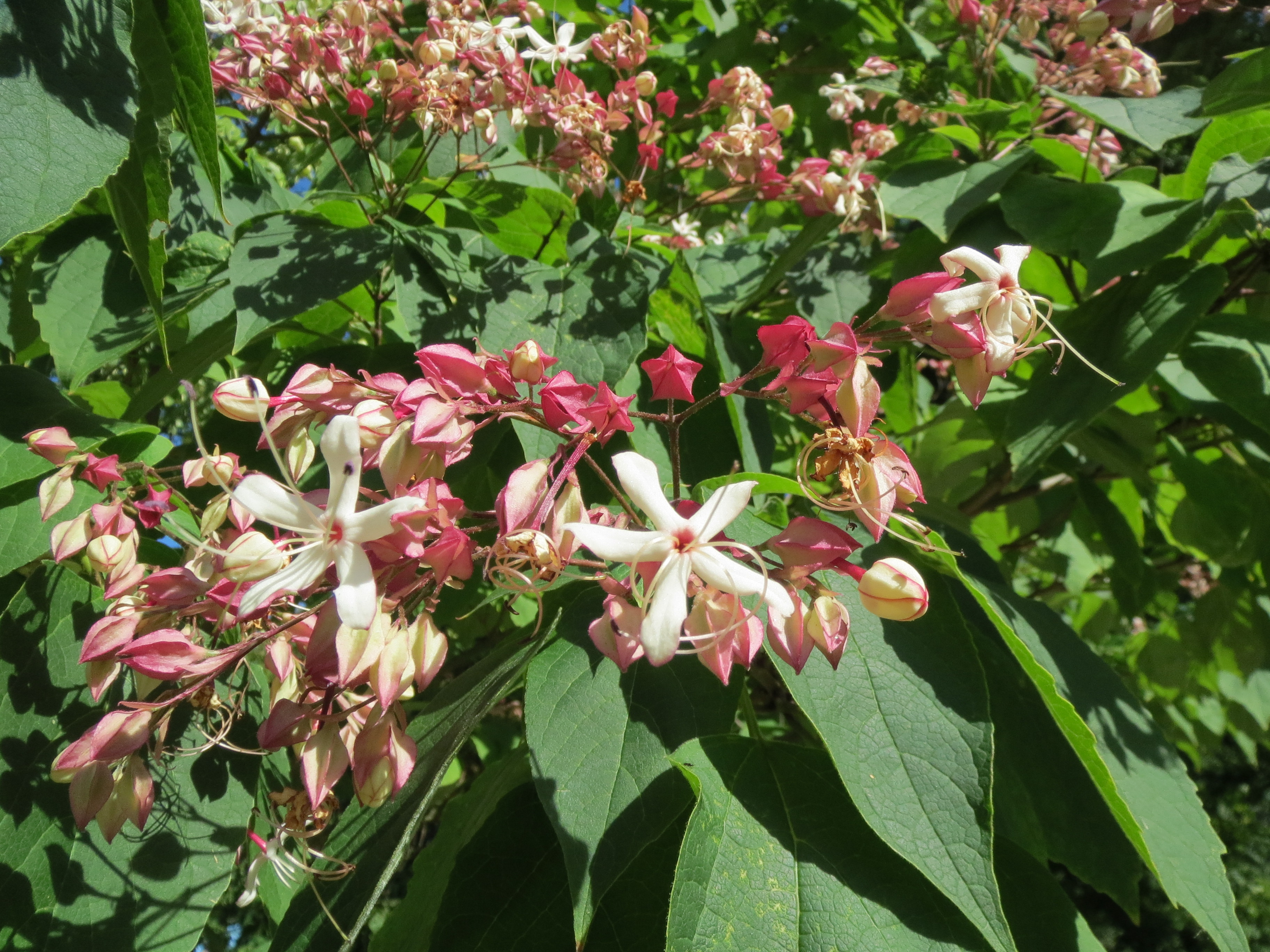
Blütenstand

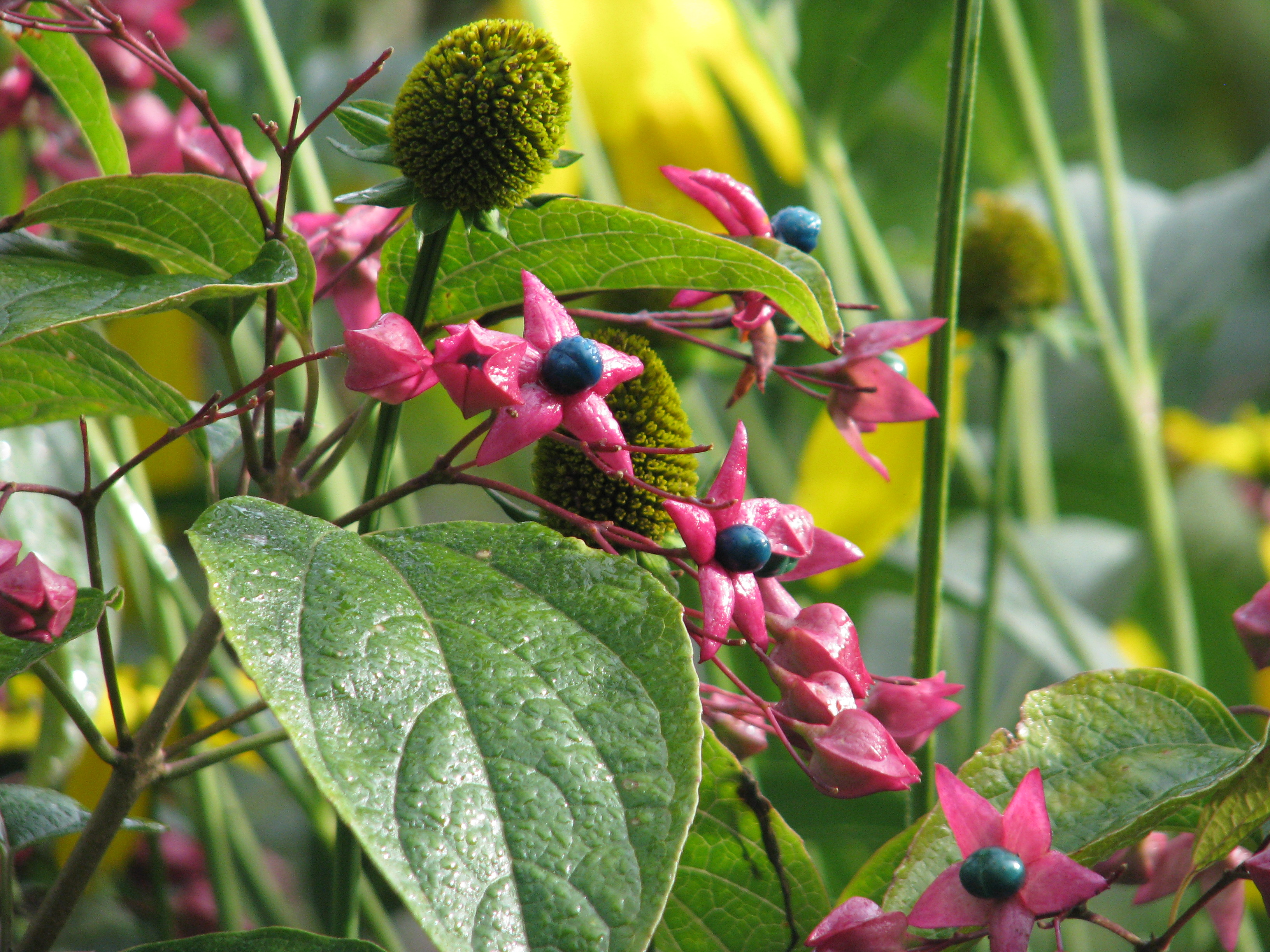
Fruchtstand

Clerodendrum trichotomum ist eine Pflanzenart in der Familie der Lippenblütler aus dem mittleren bis östlichen und südlichen China, Japan, Korea und Taiwan bis auf die Philippinen. In China ist er bekannt als 臭梧桐,  Chòu, Xiù Wú Tóng.

## Beschreibung
Clerodendrum trichotomum wächst als laubabwerfender Strauch oder meist als Baum bis zu 10 Meter hoch. Die braune Borke ist rissig.
Die einfachen und gestielten, leicht aromatischen Laubblätter sind gegenständig. Der schlanke Blattstiel ist bis zu 9 Zentimeter lang. Die leicht ledrigen Blätter sind bis etwa 8–20 Zentimeter lang, eiförmig bis dreieckig, vor allem unterseits mehr oder weniger weich behaart, meist ganzrandig bis feingewellt oder -gesägt und spitz bis zugespitzt mit spitzer bis stumpfer oder gestutzter, manchmal leicht herzförmiger Basis. Zerrieben verströmen die Blätter einen eher unangenehmen Geruch. Die Nebenblätter fehlen.
Clerodendrum trichotomum ist protandrisch, also vormännlich. Es werden end- oder achselständige, vielblütige, lockere und schirmrispige, mehr oder weniger fein behaarte Blütenstände gebildet. Die duftenden, weiß-roten und zwittrigen, kurz gestielten Blüten mit doppelter Blütenhülle sind fünfzählig. Der Kelch ist rötlich-grün, mit kurz verwachsenen, eiförmigen und spitzen, klappigen, bis 1,5 Zentimeter langen Zipfeln mit aufgebogenen Seiten. Die Krone ist stieltellerförmig mit kürzeren, ausladenden und weißen, länglichen bis schmal verkehrt-eiförmigen Lappen. Die schlanke, 2–3 Zentimeter lange Kronröhre ist rötlich bis purpur. Es sind 4 sehr lange, weit vorstehende Staubblätter ausgebildet. Der mehrkammerige Fruchtknoten ist oberständig mit langem, schlankem Griffel und kleiner, zweilappiger Narbe.
Es werden blaue bis schwarzblaue, rundliche, bis 8 Millimeter große, fleischige, glänzende Steinfrüchte am auffälligen, roten, glänzenden, beständigen, ausladenden bis zurückgelegten Kelch gebildet. Die Früchte sind viersamig mit einsamigen, harten und bräunlichen, texturierten Steinkernen.

## Verwendung
Die Art wird als Zierpflanze genutzt, es sind verschiedene Varietäten erhältlich.
Blätter und Wurzeln werden medizinisch genutzt.